# Hökfåglar
Hökfåglar (Accipitriformes), tidigare hökartade rovfåglar (se systematik), rovfåglar eller dagrovfåglar,[källa behövs] är inom systematiken en problematisk grupp som genom historien klassificerats på olika sätt. Fortfarande råder det delade meningar om gruppens systematik och vilka arter den ska omfatta. Hökfåglarna utgör tillsammans med de icke närbesläktade falkfåglarna (Falconiformes) de fåglar som man i dagligt tal kallar rovfåglar.

## Systematik
Länge kategoriserades alla rovfåglar som en överordning som omfattade de två ordningarna Falconiformes, som då benämndes falkartade rovfåglar och Accipitriformes, som då benämndes hökartade rovfåglar. Den senare ordningen omfattade familjerna Accipitridae (som hade olika svenska trivialnamn) och fiskgjuse som förs som enda art till familjen Pandionidae. Ordningen Falconiformes omfattade då ofta de tre familjerna falkfåglar (Falconidae), sekreterarfåglar (Sagittariidae) och nya världens gamar (Cathartidae).[källa behövs]
Rovfåglarnas taxonomi har kritiserats och diskuterats. I Sibley-Ahlquists taxonomi finns inte ordningen rovfåglar med alls utan de fördes istället till den mycket utökade ordningen Ciconiiformes. Men detta förslag kritiserades och under en period fördes de fyra familjerna hökartade rovfåglar (Accipitridae), fiskgjusar (Pandionidae), falkartade rovfåglar (Falconidae) och sekreterarfåglar (Sagittariidae) till gruppen rovfåglar (Falconiformes), medan nya världens gamar (Cathartidae) fördes till ordningen Ciconiiformes. 
En studie från 2006, ledd av Per Ericson på Naturhistoriska riksmuseet i Stockholm, visade att falkarna istället är nära släkt med tättingar (Passeriformes) och papegojfåglar (Psittaciformes) varför falkarna bröts ut och placerades i den egna ordningen Falconiformes medan ordningen Accipitriformes döptes om till hökfåglar. Idag omfattar ordningen hökfåglar merparten av de dagaktiva rovfåglarna som vråkar, örnar, kärrhökar, nya världens gamar, fiskgjusen och sekreterarfågeln.

### Underfamiljer
Tidigare har man ofta velat dela in hökfåglarna i underfamiljer efter anatomiska likheter. De flesta av dess underfamiljer är idag starkt ifrågasatta och då undersökningar av DNA motbevisar eller problematiserar släktskapen mellan hökfåglar. Dock lever dessa grupperingar fortfarande kvar i dagligt tal och hökfåglars trivialnamn är ofta ett resultat av dessa underfamiljsgrupperingar: vråkar, örnar och havsörnar (Buteoninae), gamla världens gamar (Aegypiinae), hökar (Accipitrinae), glador (Elaninae och Milvinae), bivråkar (Perninae), kärrhökar (Circinae) och ormörnar (Circaetinae).

## Kännetecken

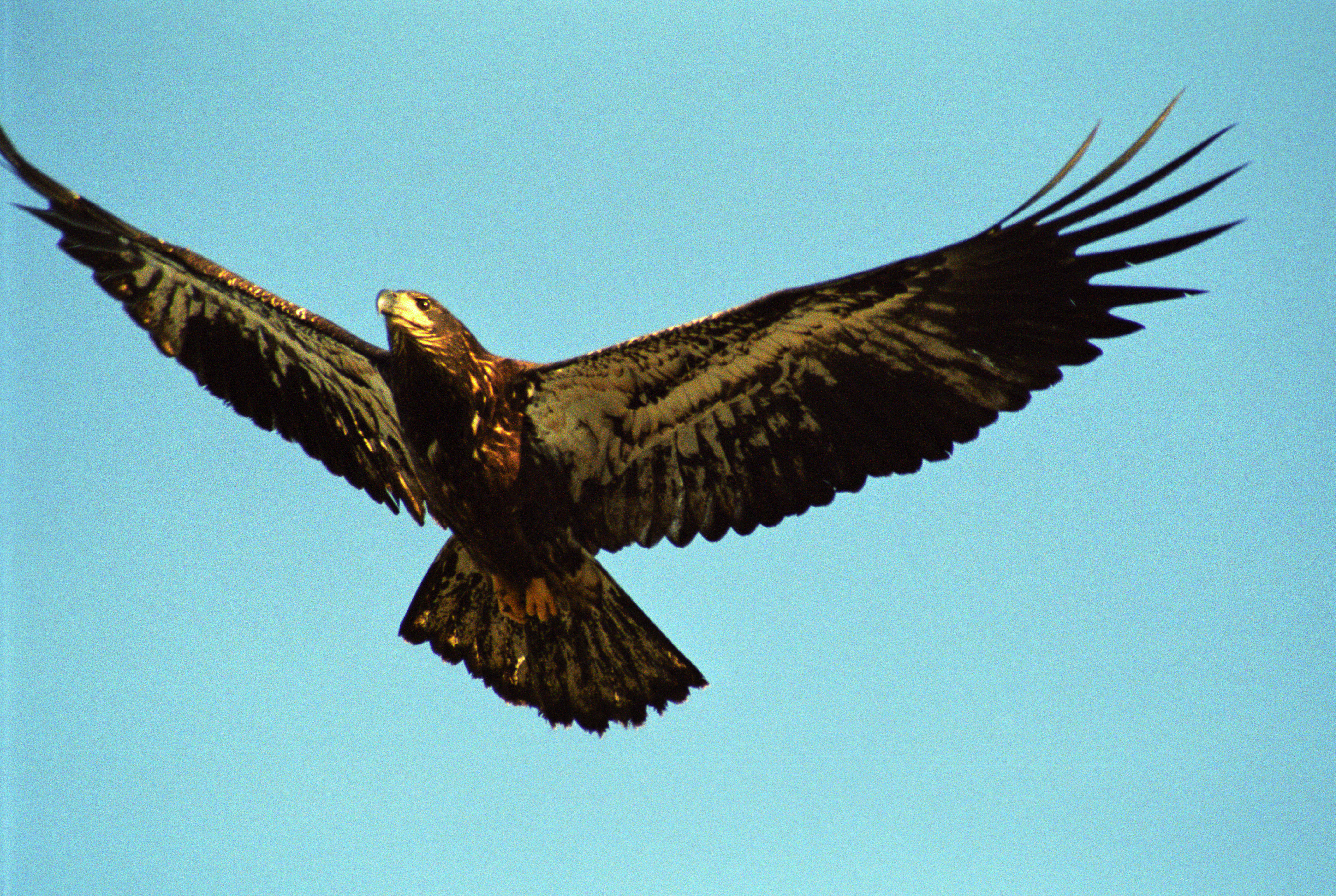
Juvenil vithövdad havsörn.

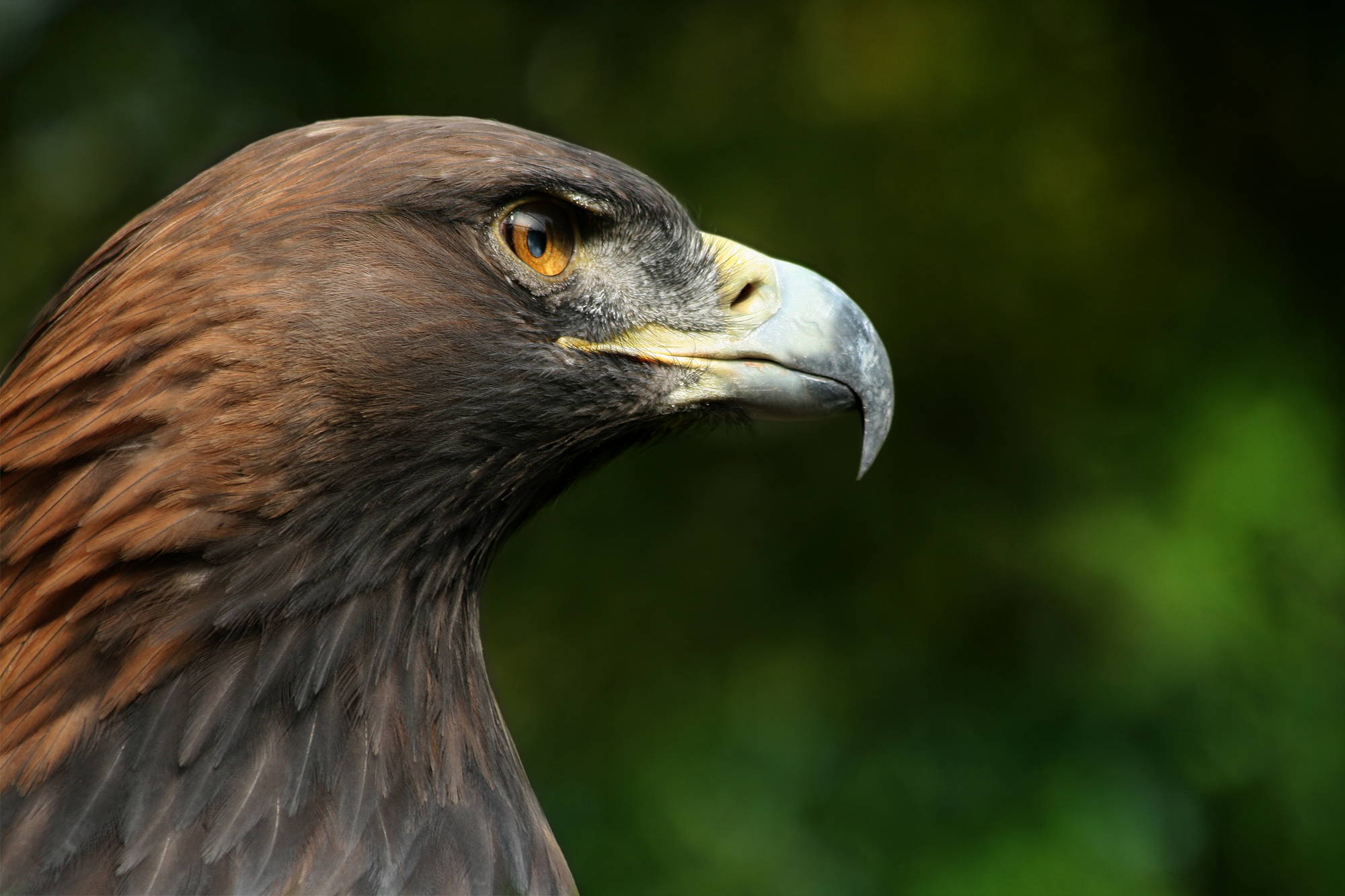
Kungsörn.

Det karaktäristiska för hökfåglar är inte att de tar rov, vilket de har gemensamt med exempelvis ugglor, falkfåglar, havsfåglar och alla insektsätande tättingar. Gemensamt är att de genom evolution har fått vissa egenskaper för att finna och döda sina byten. Bland annat kännetecknas de av sin goda syn som gör att de kan urskilja detaljer och rörelser, sin kraftiga flygmuskulatur vilket ger dem ett kraftigt bröstparti och sitt relativt stora, runda huvud. Merparten har kort hals med fjorton halskotor (men gamarna har längre hals med sjutton halskotor). Rovfåglarnas näbb är kort med hoptryckta sidor och övernäbben är nedåtböjd. Näbbasen är täckt av vaxhud som vanligtvis är gul eller blåaktig och de har en bred och muskulös tunga. De ofta fjäderklädda tarserna är kraftfulla med långa tår som är kloförsedda. Klorna har ofta en rundad ovansida medan undersidan ofta är urgröpt. De har stora fjädrar som sitter glest och fjäderdräkten kan variera kraftigt inom arten beroende på morf och ålder men inte lika ofta beroende på kön. De har tio handpennor, tretton till sexton armpennor (men upp till tjugofem hos gamarna) och tolv till fjorton stjärtpennor.
Storleksspannet inom gruppen rovfåglar är mycket stor, från 100 gram till 14 kilogram. Honan är ofta större än hanen vilket är ovanligt bland andra fågelgrupper. Största storleksskillnaden finns hos sparvhöken där honan nästan väger dubbelt så mycket som hanen. En orsak till storleksskillnaden är att könen lever av olika byten och därmed undviks konkurrens om födan. En annan orsak är att det är honan som ruvar och under denna period matas hon av hanen. Honans storlek är därmed anpassad för att skydda äggen och ungarna medan hanens mindre storlek gör den manöverskickligare och den kan därmed fånga mindre byten som det finns fler av än större byten.
Vissa rovfåglar utnyttjar termik för att glidflyga och typiskt är också hur de i aktiv flykt tar några kraftiga vingslag för att sedan glidflyga under en längre tid.

## Familjer och släkten inom ordningen
Listan nedan följer Clements et al. 2011, se stycket om systematik ovan.
Typiskt för många av rovfågelsläktena är att de innehåller enstaka eller få arter. De släkten som omfattar fler än tio arter är kärrhökar Circus med cirka 15 arter, Accipiter med cirka 50 arter, Buteo med cirka 25 arter och Aquila med cirka 11 arter.
| - Nya världens gamar (Cathartidae) - Cathartes - Coragyps - Sarcoramphus - Gymnogyps - Vultur - Sekreterarfåglar (Sagittariidae) - Sagittarius - Fiskgjusar (Pandionidae) - Pandion - Hökartade rovfåglar (Accipitridae) - Gampsonyx - Elanus - Chelictinia - Polyboroides - Gypohierax - Eutriorchis - Neophron - Gypaetus - Chondrohierax - Leptodon - Henicopernis - bivråkar (Pernis) - Elanoides - bazor (Aviceda) - Lophoictinia - Hamirostra | - Accipitridae (forts) - Sarcogyps - Trigonoceps - Aegypius - örongamar (Torgos) - Necrosyrtes - Gyps - hjälmörnar (Spilornis) - Pithecophaga - Terathopius - Dryotriorchis - ormörnar (Circaetus) - Macheiramphus - Harpyopsis - Morphnus - Harpyja - Stephanoaetus - Nisaetus - Polemaetus - Lophotriorchis - Spizaetus - Lophaetus - svartörnar (Ictinaetus) - skrikörnar (Clanga) - Hieraaetus - Aquila - Kaupifalco - sånghökar (Melierax) | - Accipitridae (forts) - Micronisus - Busarellus - Rostrhamus - Helicolestes - Harpagus - Ictinia - hökvråkar (Butastur) - kärrhökar (Circus) - egentliga hökar (Accipiter) - Erythrotriorchis - Megatriorchis - Urotriorchis - Milvus - Haliastur - havsörnar (Haliaeetus) - fiskörnar (Ichthyophaga) - Geranospiza - Cryptoleucopteryx - svartvråkar (Buteogallus) - Morphnarchus - Rupornis - Parabuteo - Geranoaetus - Pseudastur - Leucopternis - Buteo |

## Ekologi

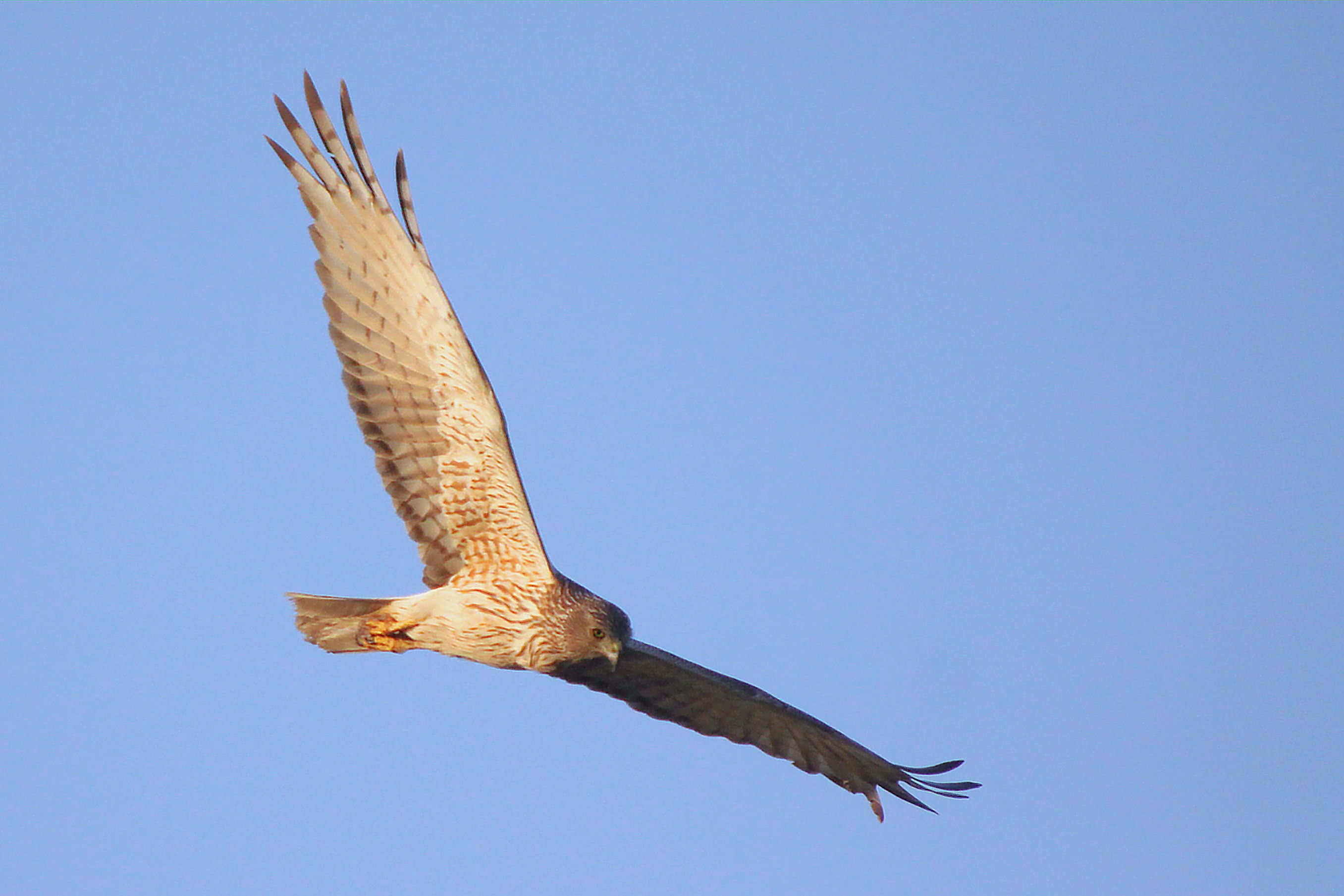
Australisk kärrhök födosöker i låg fart över ängar och våtmarker, och glider ganska nära marken.

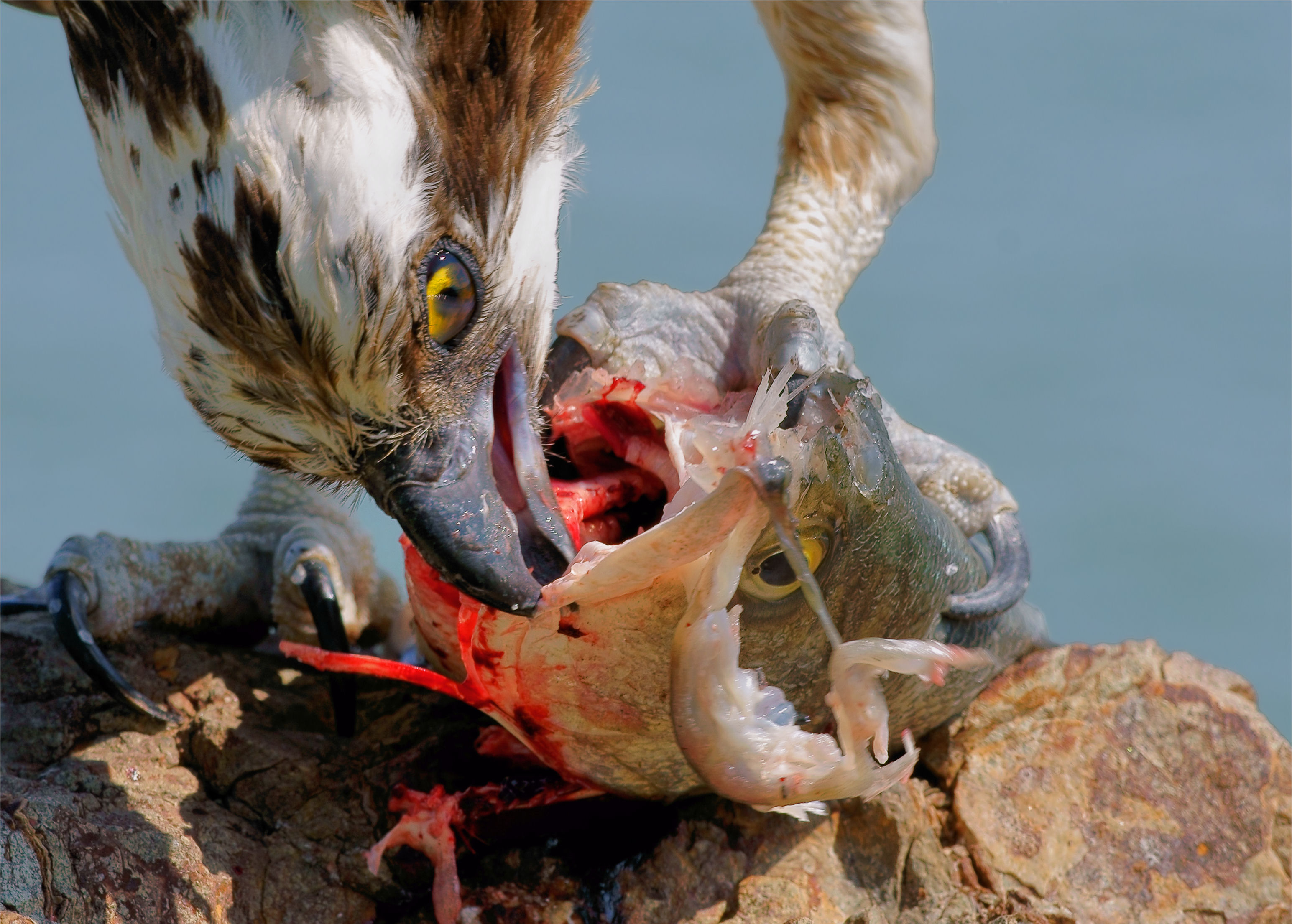
Fiskgjuse som fångat en fisk.

Hökfåglarna omfattar många skilda levnadssätt med det gemensamt att de lever av jakt eller as, oftast av ryggradsdjur men i vissa fall även av insekter (främst bivråkar). Som grupp betraktad är de genom sin goda syn i kombination med snabbhet och manöverskicklighet anpassade för att slå byten i många olika miljöer och väderförhållanden. Jaktsätten skiljer sig åt:
- Överrumplingsjakt, gärna i kuperad terräng eller skog - dessa rovfåglar har kraftiga, rundade vingar, och följer terrängen för att osedda komma mycket nära bytet och slå ned på det. Exempel på detta är duvhök, sparvhök och apörnar.
- Förföljelsejakt i hög fart
- Spaning på medelhög eller låg höjd, sjunkande ned mot bytet för att avslutas med en plötslig dykning - mindre arter som svartvingad glada jagar gärna på detta sätt. Typiskt är att dessa fåglar gärna ryttlar eller står helt stilla i luften med huvudet exakt orörligt.
- Opportunistisk glidflygning, gärna kombinerat med attacker i hög fart - större örnar, som kungsörnen. En variant av denna avsökningsstrategi utövas av kärrhökarna som på låg höjd svävar fram i låg fart över vass och stränder i jakt på föda.
- Fiske, ofta med spaning från hög höjd, där bytet snappas upp vid vattenytan - typiska representanter är havsörnar och fiskgjuse.
- Spaning efter as - många rovfåglar, framförallt de större, tar gärna as. De rovfåglar som lever till någon betydande del av as är desamma som är goda termikflygare, de mest typiska av dem är gamla världens gamar.

Det finns undantag, som exempelvis bivråken som gärna letar insekter på och i marken eller klätterhökarna som klättrar i träd och letar insekter, ödlor och fåglar i håligheter.
Storleksskillnaden mellan könen hos många arter innebär att de kan slå bytesdjur av en mer varierande storlek och därmed få tillgång till ett större bytesunderlag.

### Anpassningar till levnadssättet
Höghastighetsjägarna har kompaktare kropp och spetsiga vingar. Manövrering i skog kräver som redan nämnts rundade kraftfulla vingar. Kraftbesparande glidflykt kräver framför allt stor vingyta. De mest specialiserade glidflygarna har också spretande vingpennor, där varje fjäder fungerar som en liten vinge och ständigt justeras medan fågeln flyger.
Hökfåglarnas syn omtalas ofta som anmärkningsvärd. Den skiljer sig dock inte fundamentalt från människans, men hökfåglar har alla mycket god förmåga att urskilja detaljer och rörelser. Syncellerna i till exempel ormvråkens öga sitter åtta gånger tätare än i människans öga.
Gamar och de hökfåglar som lever av as har anpassat sig genom att sakna fjädrar och dun på huvudet och istället ha naken hud där. Fjädrar skulle ständigt smutsas ner när dessa fåglar sticker in huvudet i djurkadaver. Som kontrast har bivråken en motsatt anpassning. För att klara av sin diet som består av bland annat jordgetingar har fågeln ett extra lager fina fjädrar på huvudet, vilka närmast kan liknas vid fjäll.
Bland arter som mest lever av as, smågnagare eller insekter är storleksskillnaden mellan hane och hona inte så stor som bland arter som jagar fåglar och lite större däggdjur.